# Dietmar Kühbauer
Dietmar Kühbauer est un footballeur autrichien né le 4 avril 1971 à Heiligenkreuz, qui évoluait au poste de milieu de terrain au Rapid Vienne et en équipe d'Autriche.
Kühbauer a marqué cinq buts lors de ses cinquante-cinq sélections avec l'équipe d'Autriche entre 1992 et 2005, avec qui il a joué la Coupe du monde 1998.

## Biographie
Il a joué cinq ans au Rapid de Vienne avec qui il a atteint la finale de la coupe des coupes 1996 contre le Paris Saint-Germain.
En 1997, sa femme, alors qu'elle était enceinte, est victime d'un accident de voiture. Elle décèdera après six mois de coma. À la suite de ce drame, il décide de quitter l'Autriche et part se reconstruire à l'étranger en Espagne à la Real Sociedad puis en Allemagne à Wolfsburg.
Il est depuis le 18 novembre 2008 l'entraineur de l'équipe réserve de l'Admira Wacker.

## Palmarès

### En équipe nationale
- 55 sélections et 5 buts avec l'équipe d'Autriche entre 1992 et 2005.

### Avec le Rapid Vienne
- Finaliste de la Coupe d'Europe des vainqueurs de coupe de football en 1996.
- Vainqueur du Championnat d'Autriche de football en 1996.
- Vainqueur de la Coupe d'Autriche de football en 1995.